# Pseudoneureclipsis watagoda
Pseudoneureclipsis watagoda är en nattsländeart som beskrevs av Schmid 1958. Pseudoneureclipsis watagoda ingår i släktet Pseudoneureclipsis och familjen fångstnätnattsländor. Inga underarter finns listade i Catalogue of Life.